# Maltóza
Maltóza neboli sladový cukr (dříve a v odborné literatuře maltosa) je disacharid, který je tvořen dvěma molekulami D-glukózy spojenými α-(1→4) vazbou. Jedná se o krystalickou látku rozpustnou ve vodě. Uvolňuje se ze škrobu při klíčení ječmene. Je také produktem rozkládání škrobu amylázou (α-amyláza ptyalin) při trávení potravy v ústech některých savců včetně člověka. Podobný rozklad škrobu či glykogenu probíhá v tenkém střevě činností amyláz obsažených v pankreatické šťávě (produkt slinivky břišní). Slouží k výrobě piva.
Maltózu na dvě molekuly glukózy štěpí enzym maltáza.

## Historie
Maltózu „objevil“ Augustin-Pierre Dubrunfaut, ačkoliv tento objev nebyl široce přijat, dokud jej nepotvrdil v roce 1872 irský chemik a sládek Cornelius O'Sullivan. Používá se v názvech cukrů.

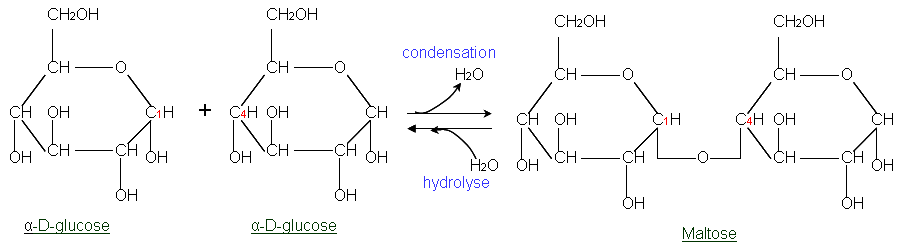
Vznik maltózy

## Vznik
Maltóza vzniká spojením dvou molekul glukózy. Jedná se o produkt trávení škrobu. Přirozeně vzniká také hydrolýzou škrobu (nebo glykogenu) při klíčení ječmene, takže je ve větším množství obsažena ve sladu (odtud označení sladový cukr).

## Vlastnosti
Maltóza je krystalická látka rozpustná ve vodě. Má sladovou chuť, proto se používá na výrobu některých cukrovinek. Na rozdíl od sacharózy je to redukující cukr.

## Použití
Kvasné cukry a maltózy jsou nepostradatelnou surovinou při fázi fermentace (kvašení) piva. Kvasnice v mladině přeměňují kvasné cukry na alkohol a oxid uhličitý, bez kterých se pivo neobejde. Kvasné cukry a maltózy se přidávají při vaření piva za účelem zvýšení alkoholu, pěnivosti a barvy piva. Kvasné cukry se vyrábějí ve formách jako fermentační drops, který se přidává do piva kvůli druhotné fermentaci a požadovanému napěnění piva.